# رکس آلن
رکس آلن (انگلیسی: Rex Allen؛ ۳۱ دسامبر ۱۹۲۰ – ۱۷ دسامبر ۱۹۹۹) یک هنرپیشه، خواننده، و خبرنگار اهل ایالات متحده آمریکا بود. وی بین سال‌های ۱۹۴۸ تا ۱۹۸۶ میلادی فعالیت می‌کرد.

## گزیده فیلمشناسی
از فیلم‌ها یا برنامه‌های تلویزیونی که وی در آن نقش داشته‌است می‌توان به آثار زیر اشاره کرد.
- تار شارلوت (۱۹۷۳)